# Cloruro de cobalto(II)
El cloruro de cobalto (II) es un compuesto inorgánico de cobalto y cloro, de fórmula CoCl2. El compuesto forma varios hidratos CoCl2 ·nH2O, para n = 1, 2, 6 y 9. No se ha confirmado la formación de tri- y tetrahidratos. La forma anhidra es un sólido cristalino azul, el dihidrato es púrpura y el hexahidrato es rosa. Las muestras comerciales suelen ser el hexahidrato, que es uno de los compuestos de cobalto más utilizados en el laboratorio.

## Propiedades

### Anhidro
A temperatura ambiente, el cloruro de cobalto anhidro tiene la estructura del cloruro de cadmio (CdCl2) (R3m) en la que los iones de cobalto(II) están coordinados octaédricamente. A unos 706 °C (20 grados por debajo del punto de fusión), se cree que la coordinación cambia a tetraédrica. La presión de vapor es de 7,6 mmHg en el punto de fusión.

### Soluciones
El cloruro de cobalto es bastante soluble en agua. A presión atmosférica, la concentración en masa de una solución saturada de CoCl2 en agua es aproximadamente del 54% en el punto de ebullición, 120,2 °C; del 48% a 51,25 °C; del 35% a 25 °C; del 33% a 0 °C; y del 29% a -27,8 °C.[4].
Las soluciones acuosas diluidas de CoCl2 diluidas contienen la especie [Co(H2O)6]2+, además de iones cloruro. Las soluciones concentradas son rojas a temperatura ambiente, pero se vuelven azules a temperaturas más altas.

### Hidratos
Subunidad de la red de CoCl2(H2O)2.

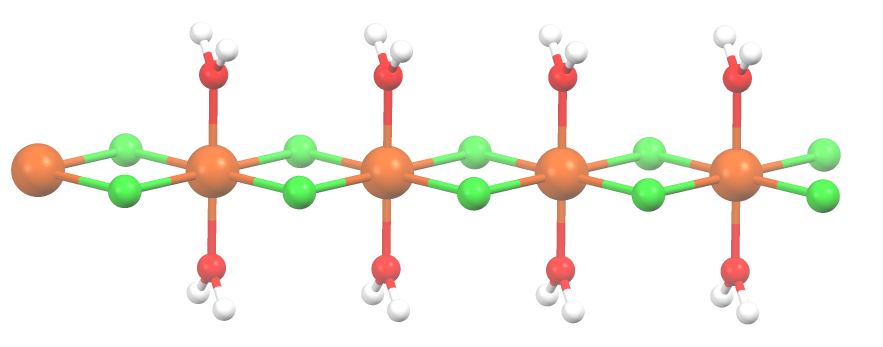
Subunidad de la red de CoCl_{2}(H_{2}O)_{2}.

La unidad cristalina del hexahidrato sólido CoCl2•6H2O  contiene la molécula neutra trans-CoCl2(H2O)4 y dos moléculas de agua de cristalización. Esta especie se disuelve fácilmente en agua y alcohol.
La sal anhidra es higroscópica y el hexahidrato es delicuescente. El dihidrato, CoCl2(H2O)2, es un polímero de coordinación. Cada centro de Co está coordinado con cuatro ligandos de cloruro de doble puente. El octaedro se completa con un par de ligandos acuo mutuamente trans.

## Preparación
El cloruro de cobalto puede prepararse en solución acuosa a partir de hidróxido de cobalto (II) o carbonato de cobalto (II) y ácido clorhídrico:
CoCO
3 + 2 HCl(aq) → CoCl
2(aq)  +  CO
2  +  H
2O
Co(OH)
2 + 2 HCl(aq)  → CoCl
2(aq)  +  2H
2O
El dihidrato y el hexahidrato sólidos pueden obtenerse por evaporación. Enfriando soluciones acuosas saturadas se obtiene el dihidrato entre 120,2 °C y 51,25 °C, y el hexahidrato por debajo de 51,25 °C. El hielo de agua, en lugar del cloruro de cobalto, cristalizará a partir de soluciones con una concentración inferior al 29%. El monohidrato y las formas anhidras pueden obtenerse enfriando las soluciones sólo a alta presión, por encima de 206 °C y 335 °C, respectivamente.  El compuesto anhidro puede prepararse calentando los hidratos.  Al calentar rápidamente o en un recipiente cerrado, cada uno de los hidratos 6-, 2- y 1- se funde parcialmente en una mezcla del siguiente hidrato inferior y una solución saturada, a 51,25 °C, 206 °C y 335 °C, respectivamente. Al calentar lentamente en un recipiente abierto, de modo que la presión de vapor de agua sobre el sólido sea prácticamente cero, el agua se evapora de cada uno de los hidratos sólidos 6-, 2- y 1-, dejando el siguiente hidrato inferior, a unos 40 °C, 89 °C y 125 °C, respectivamente. Si la presión parcial del vapor de agua está en equilibrio con el sólido, como en un contenido confinado pero no presurizado, la descomposición se produce a unos 115 °C, 145 °C y 195 °C, respectivamente.
La deshidratación también puede efectuarse con cloruro de trimetilsililo:
CoCl
2•6H
2O + 12 (CH
3)
3SiCl → CoCl
2 + 6[(CH
3)
3SiCl]
2O + 12 HCl
El compuesto anhidro puede purificarse por sublimación al vacío.

## Reacciones
En el laboratorio, el cloruro de cobalto(II) sirve como precursor común de otros compuestos de cobalto. Por lo general, las soluciones acuosas diluidas de la sal se comportan como otras sales de cobalto(II), ya que estas soluciones están formadas por el  [Co(H2O)6]2+ independientemente del anión. Por ejemplo, estas soluciones dan un precipitado de sulfuro de cobalto CoS al tratarlas con sulfuro de hidrógeno H2S.

### Cloruros complejados
El hexahidrato y la sal anhidra son ácidos de Lewis débiles. Los aductos suelen ser octaédricos o tetraédricos. Forma un complejo octaédrico con piridina (C5H5N):
CoCl
2·6H
2O + 4 C
5H
5N  →  CoCl
2(C
5H
5N)
4 + 6 H
2O
Con trifenilfosfina (P(C6H5)3), resulta un complejo tetraédrico:
CoCl
2·6H
2O + 2 P(C
6H
5)
3 → CoCl
2[P(C
6H
5)
3]
2 + 6 H
2O
Las sales del complejo aniónico CoCl42- pueden prepararse utilizando cloruro de tetraetilamonio:
CoCl
2 + 2 [(C2H5)4N]Cl → [(C2H5)4N)]2[CoCl4]
El ion tetraclorocobaltato [CoCl4]2- es el ion azul que se forma al añadir ácido clorhídrico a las soluciones acuosas de cloruro de cobalto hidratado, que son de color rosa. 

### Reducción

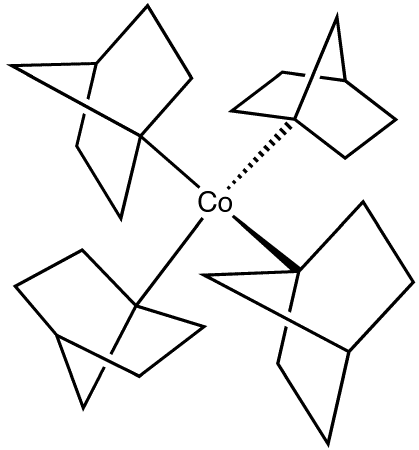
Estructura de un complejo de coordinación de cobalto(IV) con el anión norbornilo

La reacción del compuesto anhidro con ciclopentadienuro sódico da cobaltoceno Co(C5H5)2. Esta especie de 19 electrones es un buen agente reductor, que se oxida fácilmente al catión amarillo de cobaltocenio de 18 electrones [Co(C5H5)2]+.

### Oxidación a cobalto(III)
Existen compuestos de cobalto en estado de oxidación +3, como el fluoruro de cobalto(III) CoF3, nitrato Co(NO3)3, y el sulfato de Co2(SO4)3; sin embargo, el cloruro de cobalto(III) CoCl3 no es estable en condiciones normales, y se descompondría inmediatamente en CoCl2 y cloro.
Por otro lado, se pueden obtener cloruros de cobalto(III) si el cobalto se une también a otros ligandos de mayor basicidad de Lewis que el cloruro, como las aminas. Por ejemplo, en presencia de amoníaco, el cloruro de cobalto(II) se oxida fácilmente con el oxígeno atmosférico a cloruro de hexamminecobalto(III): 
4 CoCl
2·6H
2O + 4 NH
4Cl + 20 NH
3 + O
2 → 4 [Co(NH
3)
6]Cl
3 + 26
Se producen reacciones similares con otras aminas. Estas reacciones se realizan a menudo en presencia de carbón vegetal como catalizador, o con peróxido de hidrógeno H2O2 en lugar del oxígeno atmosférico. Otros ligandos muy básicos, como el carbonato, la acetilacetona y el oxalato, inducen la formación de derivados de Co(III). Los carboxilatos y haluros simples no lo hacen.
A diferencia de los complejos de Co(II), los complejos de Co(III) son muy lentos en el intercambio de ligandos, por lo que se dice que son cinéticamente inertes. El químico alemán Alfred Werner recibió el premio Nobel en 1913 por sus estudios sobre una serie de estos compuestos de cobalto(III), trabajos que permitieron comprender las estructuras de tales compuestos de coordinación.

### Oxidación a cobalto(IV)
La reacción del 1-norbornilitio con el CoCl
2·THF en pentano produce el tetrakis(1-norbornil)cobalto(IV), de color marrón y térmicamente estable, un raro ejemplo de compuesto estable de metal de transición/alcano saturado; en otros disolventes se obtienen productos diferentes.

## Indicación de humedad

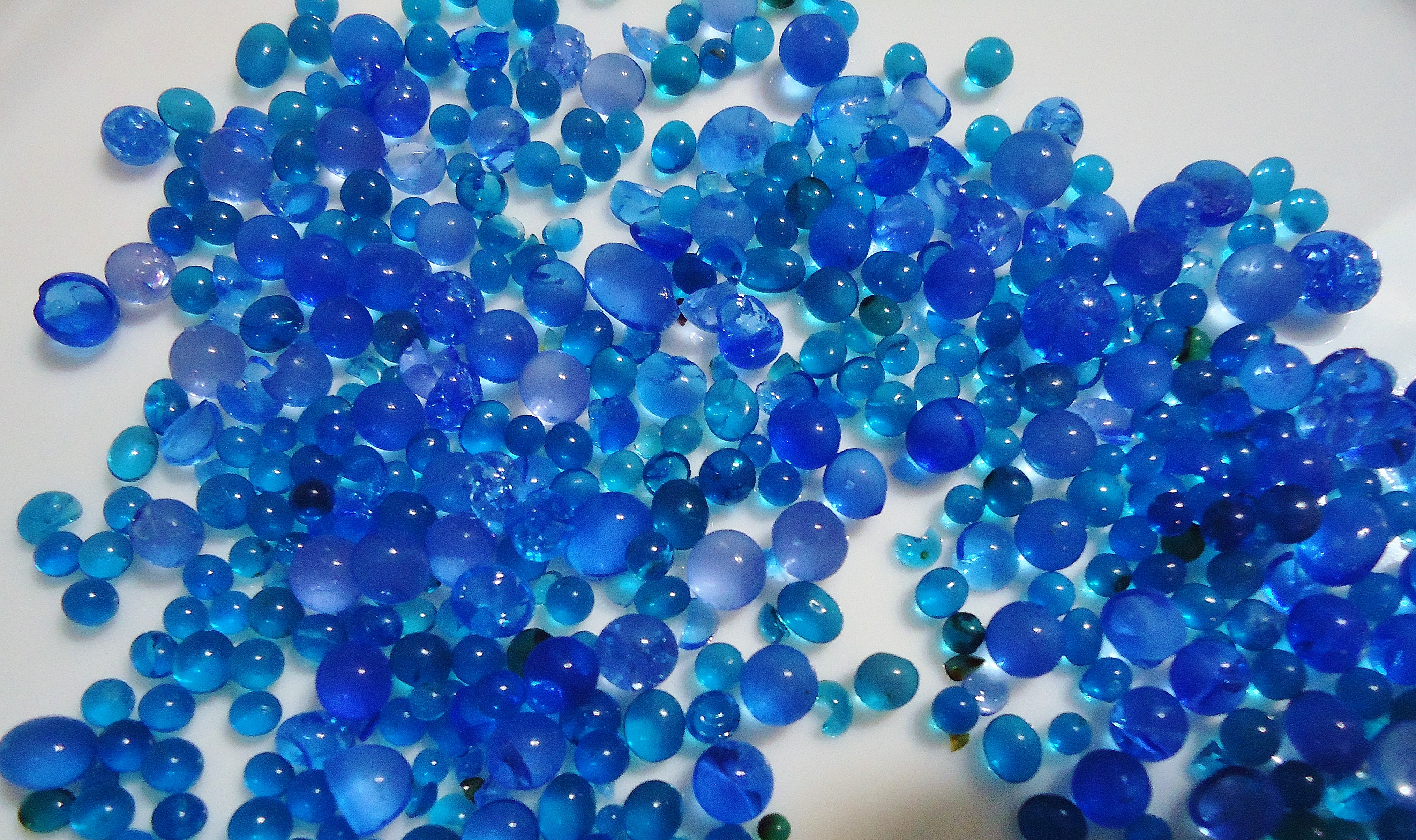
El color azul intenso de este gel de sílice indicador de humedad se debe al cloruro de cobalto. Cuando se hidrata, el color cambia a rosa claro/morado.

El cloruro de cobalto es un indicador visual común de la humedad debido a su marcado cambio de color cuando se hidrata. El cambio de color es de una cierta tonalidad de azul cuando está seco, a un rosa cuando se hidrata, aunque la tonalidad de color depende del sustrato y la concentración. Se impregna en papel para fabricar tiras reactivas para detectar la humedad en soluciones o, más lentamente, en aire/gas. Los desecantes, como el gel de sílice, pueden incorporar cloruro de cobalto para indicar cuándo está "gastado" (es decir, hidratado).

## Cuestiones de salud
El cobalto es esencial para la mayoría de las formas superiores de vida, pero más de unos pocos miligramos al día son perjudiciales. Aunque rara vez se han producido intoxicaciones por compuestos de cobalto, su ingestión crónica ha causado graves problemas de salud a dosis muy inferiores a la letal. En 1966, la adición de compuestos de cobalto para estabilizar la espuma de la cerveza en Canadá provocó una forma peculiar de cardiomiopatía inducida por toxinas, que llegó a conocerse como cardiomiopatía del bebedor de cerveza.
Además, el cloruro de cobalto (II) es sospechoso de causar cáncer (es decir, posiblemente cancerígeno, Grupo 2B de la IARC) según las monografías del Centro Internacional de Investigaciones sobre el Cáncer (CIIC).
En 2005-06, el cloruro de cobalto fue el octavo alérgeno más prevalente en las pruebas epicutáneas (8,4%).

## Otros usos
- Tinta invisible: cuando se suspende en una solución, el cloruro de cobalto (II) puede hacerse invisible en una superficie; cuando esa misma superficie se expone posteriormente a un calor significativo (como el de una pistola de calor o un mechero de mano), la tinta cambia reversiblemente a azul.[23]
- El cloruro de cobalto es un inductor químico establecido de respuestas similares a la hipoxia, como la eritropoyesis. La suplementación con cobalto no está prohibida y, por lo tanto, no se detectaría en las pruebas antidopaje actuales.[24] El cloruro de cobalto es una sustancia prohibida por la Australian Thoroughbred Racing Board.[25]
- El cloruro de cobalto es un método utilizado para inducir la hipertensión arterial pulmonar en animales para la investigación y la evaluación de la eficacia del tratamiento.